# هاینریش آنگست
هاینریش آنگست (آلمانی: Heinrich Angst; ۲۹ اوت ۱۹۱۵ – ۹ سپتامبر ۱۹۸۹) ورزشکار بابسلد اهل سوئیس بود.